# Chov hrochů v Zoo Praha

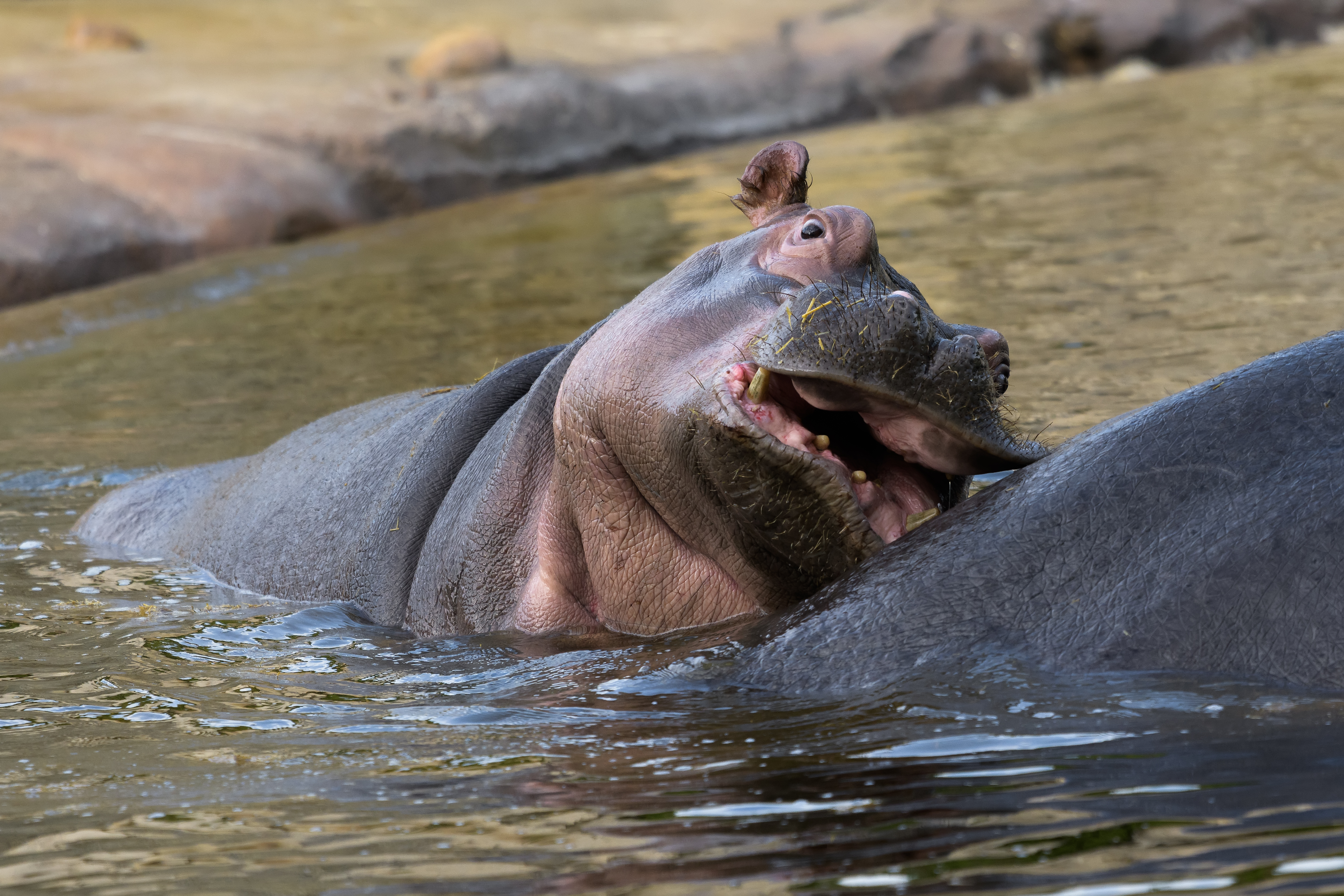
Hroši ve venkovním bazénu

Zoo Praha patří k významným evropským chovatelům hrocha obojživelného. V jejím areálu je druh chován od roku 1933.
První hroch přišel do Zoo Praha 4. října 1933, tedy velmi brzy po otevření zoo. Jednalo se o hrocha Petra, který do zoo přišel z cirkusu Kludský. Po úhynu Petra 13. 2. 1939 došlo k válečné přestávce chovu hrochů v pražské zoo. V roce 1944 přišla ze Zoo Berlin hrošice Zuzana, která žila až do roku 1977. Traduje se, že byla odkoupena v poměru jeden kilogram váhy – jedna koruna. Do roku 1971 byli chováni pouze samostatní jedinci. Toho roku se podařilo získat první pár do pavilonu velkých savců.
První úspěšný odchov se povedl v roce 1978. Jednalo se o samce jménem Jožin, který v roce 1980 odešel do Zoo Lipsko. Do počátku roku 2019 se narodilo 27 mláďat. Odchovat se podařilo 11 mláďat, přičemž jedno z nich – samec Slávek (30. 10. 1984 – 6. 10. 2018) se stal zároveň mnohonásobným otcem. Šlo o jednu z největších zvířecích osobností pražské zoo.

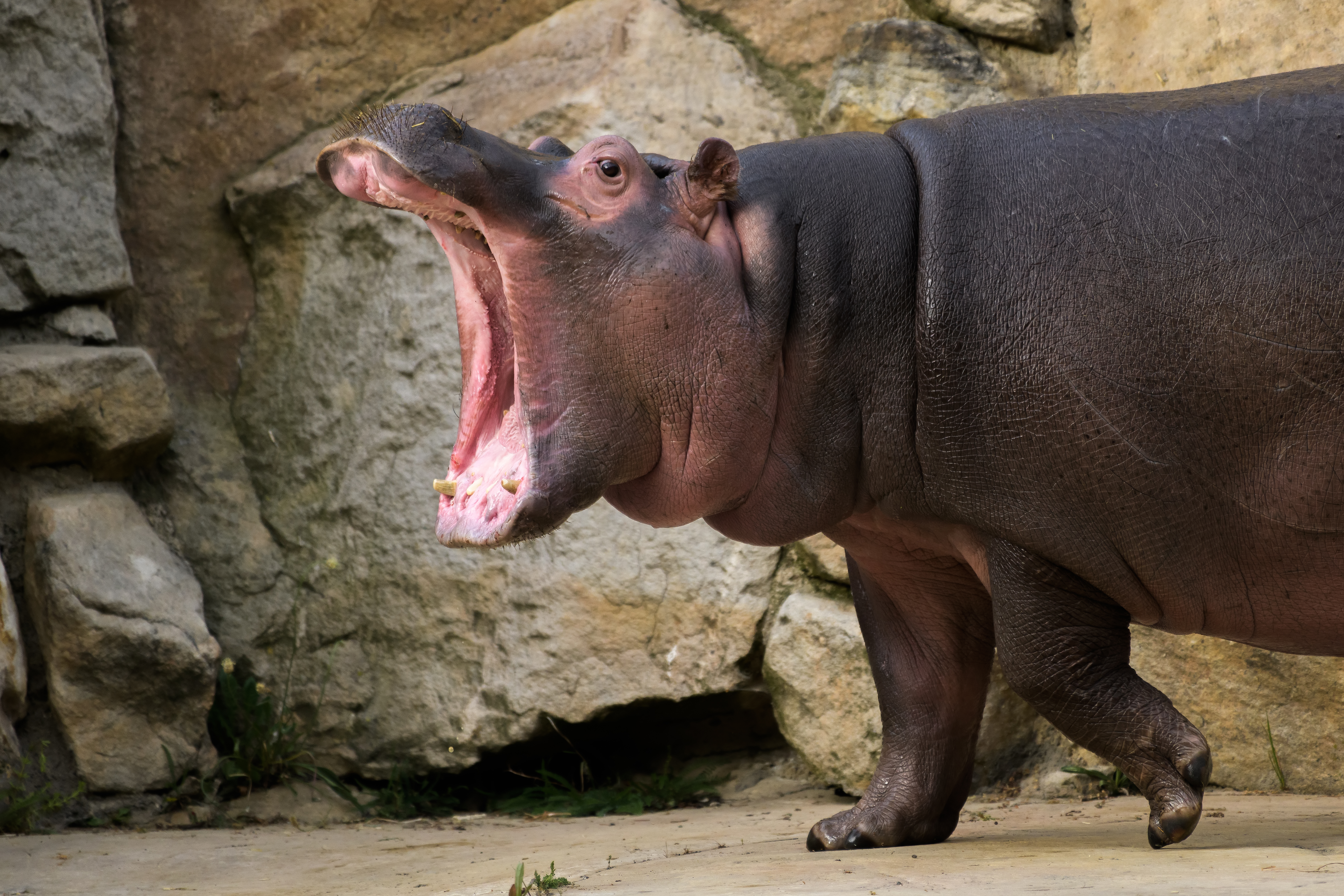

Před rokem 2002 zplodil Slávek s partnerkou Lentilkou samičku Barborku. Samičky ale při povodních v roce 2002 zemřely. Slávek jako jediný hroch povodeň přežil.
V listopadu 2002 našla zoo Slávkovi novou partnerku - Marušku.
Roku 2006 přišel na svět samec Tomík (ze Zoo Praha odešel v roce 2010). Jednalo se o první úspěšně odchované mládě samice Marušky.
V roce 2011 se narodil samec Váleček (ze Zoo Praha odešel v roce 2014, kmotrem Marek Eben).
Zatím naposledy přišlo na svět mládě v roce 2016, kdy se v lednu narodil samec Fanda, kterého pokřtil herec David Novotný (ze Zoo Praha odešel v roce 2021).
V roce 2018 zemřel samec Slávek.
V listopadu 2019 byl přivezen ze Zoo African safari v Plaisance du Touch ve Francii v té době tříletý hroch. Narodil se 28. října 2016 a vzhledem k datu narození (výročí dne vzniku samostatného Československa) byl symbolicky pojmenován Tchéco. Jeho matka se narodila v další z francouzských zoo: Planète Sauvage. Otec je původem ze Zoo Madrid. Počítá se s ním jako s budoucím partnerem pro samici Marušku.
V roce 2021 odešel ze Zoo Praha  samec Fanda.
Od odjezdu posledního Slávkova syna Fandy žijí v pražské zoo 2 hroši: samec Tchéco a samice Maruška.
K roku 2024 se v pražské zoo narodilo 27 mláďat, odchováno bylo 11 mláďat.

## Expozice hrochů
Hroši nejdřive obývali pavilon tlustokožců v dolní části zoo. Později dlouhou dobu obývali pavilon v dolní části zoo. V roce 2012 se přestěhovali do pavilonu hrochů v horní části, který vznikl v rámci výstavby nového expozičně-chovatelského komplexu pro slony a hrochy.

### Pavilon hrochů
Pavilon hrochů se nachází poblíž severního vstupu do zoo. V minulosti byly v tomto místě výběhy antilop. Pavilon je v interiéru prosvětlen střechou z polykarbonátu. Pavilon je postaven tak, aby v něm mohlo žít až pět hrochů. Dosud v něm žili maximálně tři hroši (pár s mládětem). Vnitřní expozice sestává z bazénu o hloubce až 2,5 metru, do něhož je možné nahlédnout skrz 8 cm tlusté sklo, a dále souše v pozadí prostoru. Vnitřní plus venkovní bazén zaujímají plochu 325 m2. V letních měsících jsou hroši k vidění ve venkovní expozici. V roce 2020 byla rekonstruována čistírna bazénových vod tohoto pavilonu, slavnostně znovuotevřen byl v září, v rámci omezeného programu tzv. Výroční slavnosti.
| Jméno hrocha     | pohlaví | příchod do Zoo Praha    | příchod z                                  | odchod ze Zoo Praha            | poznámka                                                                                             |
| ---------------- | ------- | ----------------------- | ------------------------------------------ | ------------------------------ | --- |
| Petr             | samec   | 10. 4. 1933             | Cirkus Kludský                             | -                              | první hroch v Zoo Praha                                                                              |
| Zuzana           | samice  | 28. 6. 1944             | Zoo Berlin (D)                             | -                              | úhyn 1977                                                                                            |
| Jónás (Zulu)     | samec   | 25. 5. 1971             | Zoo Budapešť (H)                           | -                              | otec prvního odchovaného mláděte                                                                     |
| Viktorka (Zaira) | samice  | 25. 5. 1971             | Zoo Budapešť (H)                           | -                              | matka prvního odchovaného mláděte                                                                    |
| Jožin            | samec   | 18. 9. 1978 (narození)  | narozen v Zoo Praha                        | 15. 5. 1980, Zoo Lipsko (D)    | první mládě odchované v Zoo Praha                                                                    |
| Kivu             | samec   | 12. 2. 1981 (narození)  | narozen v Zoo Praha                        | 4. 1. 1983                     | |
| Kibo             | samec   | 12. 2. 1981 (narození)  | narozen v Zoo Praha                        | 4. 1. 1983                     | |
|                  | samec   | 11. 2. 1983 (narození)  | narozen v Zoo Praha                        | 18. 6. 1984                    | |
| Slávek           | samec   | 30. 10. 1984 (narození) | narozen v Zoo Praha                        | -                              | dlouhodobý chovný samec, úhyn 6. 10. 2018                                                            |
| Lentilka         | samice  | 9. 8. 1988 (narození)   | narozena v Zoo Praha                       | -                              | úhyn při povodni 2002                                                                                |
| Elisabeth        | samice  | 27. 2. 1992             | Zoo Hannover (D)                           | 28. 3. 1998, Zoo La Fléche (F) | matka dvou mláďat v Zoo Praha                                                                        |
| Bohunka          | samice  | 3. 10. 1993 (narození)  | narozena v Zoo Praha                       | 29. 5. 1995, Zoo Jerez (E)     | dcera Elisabeth                                                                                      |
| Onyx             | samec   | 17. 10. 1995 (narození) | narozen v Zoo Praha                        | 1. 7. 1998, Zoo Berlin (D)     | syn Elisabeth                                                                                        |
| Barborka         | samice  | 23. 4. 1999 (narození)  | narozena v Zoo Praha                       | -                              | úhyn při povodni 2002                                                                                |
| Maruška          | samice  | 15. 11. 2002            | Zoo Ostrava                                |                                | matka většiny potomků Slávka                                                                         |
| Cyril (Tomík)    | samec   | 21. 4. 2006 (narození)  | narozen v Zoo Praha                        | 2010                           | první syn Slávka a Marušky                                                                           |
| Váleček          | samec   | 8. 6. 2011 (narození)   | narozen v Zoo Praha                        | 2014, Zoo Wroclaw (PL)         | druhý syn Slávka a Marušky                                                                           |
| Fanda            | samec   | 28. 1. 2016 (narození)  | narozen v Zoo Praha                        | 2021, Zoo La Palmyre (F)       | třetí syn Slávka a Marušky                                                                           |
| Tchéco           | samec   | listopad 2019           | Zoo African Safari, Plaisance du Touch (F) |                                | narozen 28. 10. 2016, pojmenován údajně na základě data narození, v den výročí vzniku Československa |